# لويس بيرسي
لويس بيرسي (بالفرنسية: Louis Percy)‏ هو لاعب رماية فرنسي، (ولد في Lorquin ‏ في فرنسا 1872  م).

## وصلات خارجية
- لويس بيرسي على موقع الاتحاد الدولي (الإنجليزية)
- لويس بيرسي على موقع اللجنة الأولمبية الدولية (الإنجليزية)
- لويس بيرسي على موقع أوليمبيديا (الإنجليزية)